# 川島正次郎
川島正次郎（日语：川島 正次郎/かわしま しょうじろう，1890年7月10日—1970年11月9日），出身於千葉縣市川市。日本政治家。專修大學經濟科畢業。
日本戰後1950年代至1960年代政壇中的實力派國會議員。歷任自民黨幹事長、自民黨副總裁、行政管理廳長官、自治廳長官、北海道開發聽長官等黨政要職。
在岸信介內閣時期擔任自民黨幹事長，以強硬手段應付安保鬥爭；在佐藤榮作內閣時期長期擔任自民黨副總裁和其它重要職務，積極推進新幹線、東京國際機場等重要基建，為高度經濟成長打下扎實的基礎。川島還長於外交，曾經多次外訪參與對外談判，尤其以1965年和中國總理周恩來實現了川島-周會談和1968年的沖繩返還決定最為矚目。
川島作為佐藤內閣中的支柱人物，為佐藤妥善地協調著復雜的黨內人事，使保利茂、田中角榮、福田赳夫實力派都安於佐藤的領導，未能對佐藤作出有力的挑戰，以致佐藤榮作成為日本憲政史上連續擔任時間最長的內閣總理大臣。在晚年，川島支持田中對抗福田。
川島還對教育事業做出卓越的貢獻，曾任專修大學總長、千葉工業大學理事長和會長。
1970年，川島因哮喘病發作病逝，享年80歲。被授予從二位勳一等旭日桐花大綬章。自民黨在武道館為他舉行了黨葬。

## 外部連結
- 川島正次郎原總長的業績 （页面存档备份，存于）
- 銅像 川島正次郎

| 官衔              | 官衔                           | 官衔              |
| ----------------- | ------------------------------ | ----------------- |
| 前任： 西田隆男   | 行政管理廳長官 1955年          | 繼任： 河野一郎   |
| 前任： 西田隆男   | 自治廳長官 1955年              | 繼任： 太田正孝   |
| 前任： 小澤佐重喜 | 行政管理廳長官 1962年—1963年   | 繼任： 山村新治郎 |
| 前任： 小澤佐重喜 | 北海道開發廳長官 1962年—1963年 | 繼任： 佐藤榮作   |
| 政党职务          |                                |                   |
| 前任： 三木武夫   | 自由民主黨幹事長 1957年—1959年 | 繼任： 福田赳夫   |
| 前任： 福田赳夫   | 自由民主黨幹事長 1959年—1960年 | 繼任： 福田赳夫   |
| 前任： 大野伴睦   | 自由民主黨副總裁 1964年—1970年 | 繼任： 椎名悅三郎 |